# Pelina norwegica
Pelina norwegica är en tvåvingeart som beskrevs av Dahl 1975. Pelina norwegica ingår i släktet Pelina och familjen vattenflugor.
Artens utbredningsområde är Norge. Inga underarter finns listade i Catalogue of Life.